# Mercedes-AMG PureSpeed
Der Mercedes-AMG PureSpeed ist ein Sportwagen von Mercedes-AMG, der auf dem Mercedes-AMG SL 63 basiert.

## Hintergrund
Einen ersten Ausblick auf den Wagen gab es im Vorfeld des Großen Preises von Monaco im Mai 2024 mit dem Concept PureSpeed. Das Serienmodell wurde beim Großen Preis von Abu Dhabi im Dezember 2024 präsentiert. Die Auslieferungen an die Kunden begannen 2025. Der PureSpeed ist das erste Modell einer sogenannten Mythos-Serie. Es sollen 250 Fahrzeuge des rund eine Million Euro teuren Wagens entstehen, die zu einem Großteil in Europa bleiben. Der Wagen wurde gemeinsam mit Pininfarina entwickelt.

## Technik
Der 4,77 Meter lange und 1,30 Meter hohe PureSpeed hat kein Dach und statt einer Windschutzscheibe ein Halo-System. Im Kaufpreis enthalten sind ein Wetterschutz-Persenning sowie zwei in Wagenfarbe lackierte Helme, die mit einem sogenannten Intercom-Kommunikationssystem ausgestattet sind. Dadurch werden Unterhaltungen zwischen Fahrer und Beifahrer ermöglicht. Außerdem lassen sich die Helme mit Smartphones koppeln, um beispielsweise zu telefonieren. Die sogenannten Scoops hinter den beiden Sitzen sollen an den Mercedes-Benz 300 SLR erinnern. Bereits 2021 entstanden vom Mercedes-AMG GT Roadster fünf Exemplare mit einem Halo-System.
Der Vierliter-V8-Ottomotor mit 430 kW (585 PS) stammt aus dem Mercedes-AMG SL 63. Aerodynamische Elemente am Unterboden wie beim Mercedes-AMG GT 63 Pro helfen, den Wegfall des Dachs auszugleichen und so den Anpressdruck zu erhöhen. Die Kraft wird über ein Neunstufen-Automatikgetriebe (AMG Speedshift MCT 9G) und Allradantrieb an die 21-Zoll-Aluminium-Schmiederäder übertragen. Aus dem Stand soll der PureSpeed in 3,6 Sekunden auf 100 km/h beschleunigen, die Höchstgeschwindigkeit wird mit 315 km/h angegeben.
|                                             | PureSpeed                                    |
| ------------------------------------------- | -------------------------------------------- |
| Bauzeitraum                                 | seit 2024                                    |
| Motorkenndaten                              |                                              |
| Motorbezeichnung *                          | M 177 DE 40 AL                               |
| Motortyp                                    | V8-Ottomotor                                 |
| Gemischaufbereitung                         | Direkteinspritzung                           |
| Motoraufladung                              | Biturbo                                      |
| Hubraum                                     | 3982 cm³                                     |
| max. Leistung                               | 430 kW (585 PS) bei 5500/min                 |
| max. Drehmoment                             | 800 Nm bei 2500/min                          |
| Kraftübertragung                            |                                              |
| Antrieb, serienmäßig                        | Allradantrieb                                |
| Getriebe, serienmäßig                       | Neunstufen-Automatik (AMG Speedshift MCT 9G) |
| Messwerte                                   |                                              |
| Höchstgeschwindigkeit                       | 315 km/h                                     |
| Beschleunigung, 0–100 km/h                  | 3,6 s                                        |
| Leergewicht                                 | 1960 kg                                      |
| Kraftstoffverbrauch auf 100 km (kombiniert) | 13,7 l Super Plus                            |
| CO2-Emission (kombiniert)                   | 312 g/km                                     |
| Abgasnorm nach EU-Klassifikation            | Euro 6e                                      |

* Die Motorbezeichnung ist wie folgt verschlüsselt:
M = Motor (Otto), Baureihe = 3-stellig, DE = Direkteinspritzung, Hubraum = Deziliter (gerundet), A = Abgasturbolader, L = Ladeluftkühlung